# 張瀾
張 瀾（ちょう らん、拼音: ZhāngLán、同治11年2月25日（1872年4月2日） - 1955年2月9日）は中国の政治家。字は表方。初代中華人民共和国副主席を務め、中国民主同盟を設立した人物。
1941年の創設から1955年の死まで中国民主同盟議長として最もよく知られている。

## 経歴

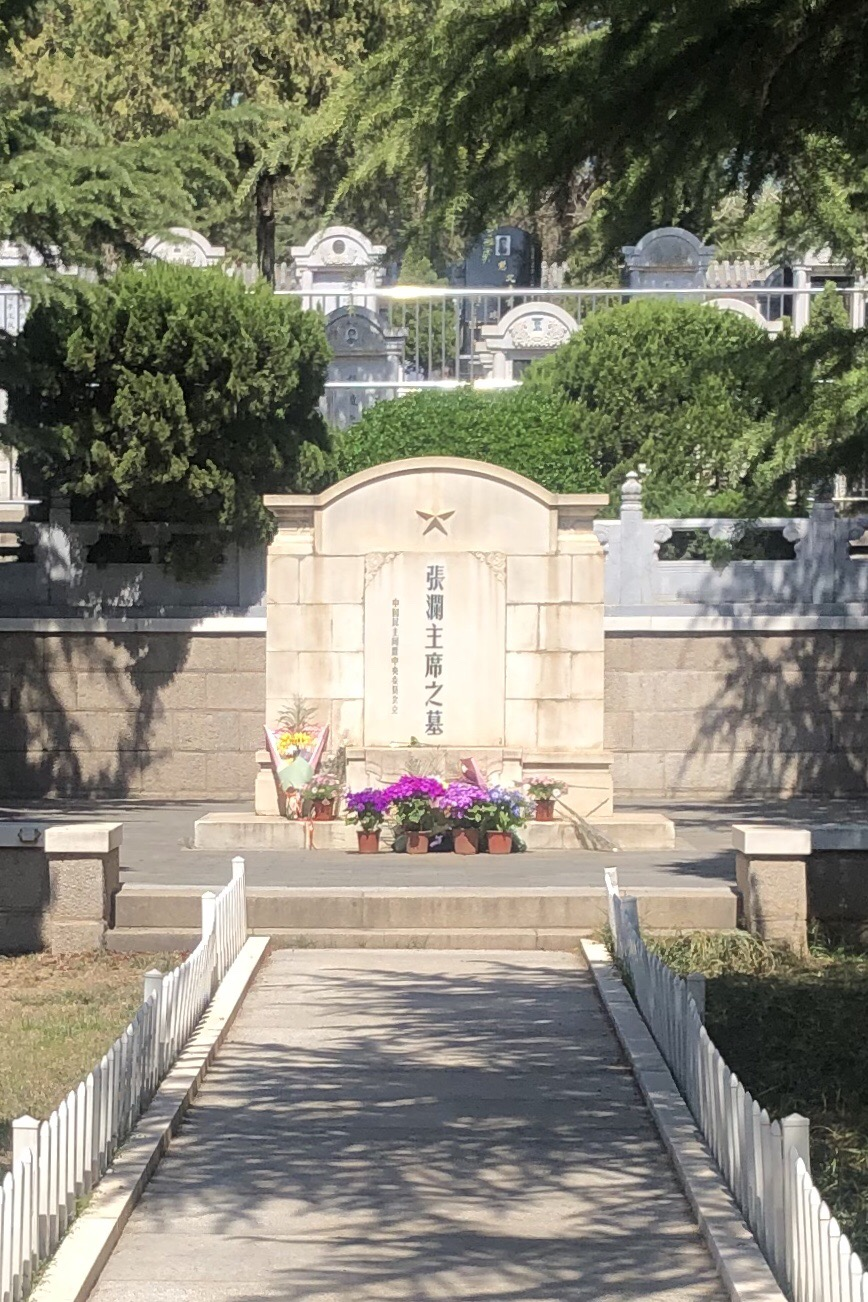
北京八宝山の革命墓地ににある墓

清の同治11年旧暦2月25日（1872年4月2日）に生まれた。 父の張文斎は学者であり、田舎で校長をしていた。 1903年、日本留学が決まり、東京の弘文学院の師範科に入学、1904年、西太后を光緒帝に帰すべきと発言したため、清国の大臣の命により日本へ送り返されることになった。 1909年10月、四川省諮詢局の委員に選出されたが、張瀾は就任を拒否した。
1909年、張瀾は立憲運動に参加し、1911年には南充市の株主代表として選出され、成都に渡って四川省道路保護運動に参加し、その後、川漢鉄道の株主会副会長となった。 1913年4月、中華民国国会議員に当選し、1915年には四川省西部で反袁世凱運動に参加した。 1917年11月、北京政府から四川省総督に任命され、翌年四川を離れて北京に定住した。1919年、張瀾は新文化運動を支持し、四川省の学生がフランスで仕事や勉強をすることを支援した。
1920年、張瀾は四川省南充市に戻り教育に専念し、1925年7月から成都大学学長に就任した。 総裁時代には、思想と学問の自由を唱え、中国共産党の社会科学研究社と国民党の健行社の共存を許した。 1930年、中国国民党による知的・学問的自由の抑圧に抗議し、張瀾は辞職して南充に戻り、小中学校で教育活動を続けた。1934年、張瀾は四川省政府の劉湘に招かれて四川平和化委員会の委員長となる。 中国労働農民紅軍の長征の際、張瀾は中国共産党と接触し、四川の地方権力と中国労働農民紅軍の蒋介石に対する共同協定を取りまとめることになった。 
1937年、日中戦争が勃発すると、張瀾は国民政府参事官に任命され、抗日民主運動に参加することになった。1939年11月、張瀾、黄炎培、章伯鈞の3人は、重慶で「団結の促進、日本への共同抵抗、憲政の実施」を目的とする「統一建国同志会」を設立した。 1941年3月、中国民主政治連盟（CDPL）が設立され、張瀾はその会長となった。1944年、CDPLは中国民主同盟（CDL）となり、張瀾は引き続き会長となった。 中国の民主化を訴え、中国国民党の独裁に反対した。 それを読んだ蒋介石は、張瀾に面と向かって "共産党の策略に引っかかるな！"と言い放った。 また、流通の禁止を命じた。 延安の『解放日報』は1944年2月22日、「張瀾議員、一党支配を攻撃する記事を書き、真の民主化を求める」という記事を掲載し、その内容を詳しく報じた。
日中戦争勝利後、張瀾はCDLを代表して政治協商会議に出席し、共産党の決議を守るよう主張した。1946年11月、国民党政府は憲法制定国民会議の開催を決定したが、共産党とCDLはこれに反対した。 その後、国民党によってCDLは「非合法組織」とされた。 1948年初頭、沈鈞儒ら同盟幹部は、同盟本部を香港に移転し、共産党と協力して新しい政治路線を実現することを決定した。 1949年春、中国国民党は張瀾を上海の虹橋療養所に軟禁し、処刑することを計画したが、その後、上海の中国共産党地下組織に救出された。 
1949年6月、張瀾らは上海から北平に到着し、9月には中国人民政治協商会議（政協）第1回全体会議に出席し、中央人民政府副主席と政協全国委員会の常務委員に選出された。 同年12月20日、中国人民政治協商会議第五回全体会議で、張瀾は引き続き中国人民政治協商会議主席に選出された。1954年、張瀾は第一回全国人民代表大会第一回会議で、全国人民代表大会常務委員会の副主席に選出された。 同年、張瀾は中国人民政治協商会議第2回全国委員会副主席に選出された。 1954年9月、憲法草案を議論する第1回会合に出席し、講演を行った。
1955年2月9日、張瀾は北京の病院で83歳の生涯を閉じた。 その後、北京八宝山の革命墓地に埋葬された。

## 家庭
- 息子 - 張喬嗇（中国語版）
  - 孫娘 - 張梅穎（中国語版）（中国人民政治協商会議全国委員会副主席（中国語版））

## 著書
- 《墨子贵义》
- 《说仁·说义》
- 《四勉·一戒》
- 《中国需要真正民主政治》
- 《论五常》
- 《张澜诗集》